# Derivat
Derivat i allmän mening är något som är bildat eller härlett ur något annat.
Inom kemin är derivat ett ämne som bildas ur ett annat, eller som kan teoretiskt härledas ur ett annat genom mindre förändringar i den kemiska strukturen. Den sistnämnda betydelsen är vanlig inom den organiska kemin, medan man inom biokemin oftast avser molekyler som reellt bildas i biologiska processer.
Ett geologiskt exempel är marmor som är ett derivat av kalksten.